# Fernando Carnevali
Fernando Carnevali y de Medina (Sevilla, 13 de agosto de 1847-†Bacares, 13 de agosto de 1905) fue un militar español que luchó en la guerra de los Diez Años de Cuba y en la tercera guerra carlista.

## Biografía
Nació en Sevilla, descendiente de una noble familia. A los catorce años de edad ingresó en el Colegio Naval Militar. En 22 de junio de 1863 ascendió a guardiamarina de 2.ª clase; el 22 de junio de 1866 a guardiamarina de primera clase; y, terminados sus estudios reglamentarios, fue promovido a alférez de navío el 22 de junio de 1858, habiendo navegado ya en aquella época por Europa y América.
Al estallar la revolución de Septiembre de 1868 se encontraba con licencia en Madrid. Se ofreció acto seguido al Gobierno y fue destinado a las inmediatas órdenes del Ministro de la Guerra. En cuanto se consumó el destronamiento de Isabel II, solicitó su pase a la isla de Cuba.

### Guerra de Cuba
Llegó a La Habana el 17 de mayo de 1869. Desde ese día hasta noviembre de aquel mismo año cruzó a bordo del vapor Conde de Venadito, con cuya tripulación concurrió a varios desembarcos y reconocimientos de la costa. Luego fue comisionado para conducir desde los Estados Unidos a Cuba los cañoneros comprados por el Gobierno en aquel país. Tomó el mando de uno de ellos, lo llevó a La Habana, adonde llegó a principios de 1870, y cruzó y operó con él contra los insurrectos hasta octubre del año siguiente. Navegó después en varios buques, cruzando sobre las costas de Cuba y de Puerto Rico, y desempeñó el destino de Oficial de derrota del vapor Churruca, siendo recompensados sus distinguidos servicios con la Cruz de la Real Orden del Mérito Naval y la Medalla de la guerra de Cuba.
Cuando ocurrió el cisma de Pedro Llorente y Miguel en Santiago de Cuba, el alférez de navío Carnevali (exponiéndose a perder su carrera) trasmitió las órdenes del clero fiel y llevó la Bula de excomunión.
En julio de 1873 ascendió a teniente de navío de segunda clase. Mandó entonces el pailebot Tarquino, hasta que a fines de noviembre de aquel mismo año fue destinado a la Península, para donde salió a fines de enero del año siguiente, y habiendo obtenido su licencia absoluta el día 17 de marzo, ingresó en el Ejército carlista del Norte a mediados de abril de 1874.

### Tercera guerra carlista
A las órdenes del Brigadier carlista de Marina Rafael Álvarez y Cacho de Herrera asistió el teniente de navío Carnevali a las últimas operaciones del sitio de Bilbao y a la acción de Villarreal de Álava. A mediados de 1874 se le confirió el mando de la Compañía de Artillería a pie afecta al Tren de sitio, y en el de Irún obtuvo el ascenso a comandante.
En febrero de 1875 fue destinado a Vizcaya, a las órdenes del general Bérriz; se batió de nuevo en las acciones de Monte-Abril, Santa Marina y Arbolancha. Dirigió la fabricación de dinamita en Galdácano; fue en comisión al castillo de Aspe, a retirar el material de artillería cogido en él a los liberales. Ascendió a teniente coronel el 13 de abril de 1875, y a mediados del siguiente mayo conquistó la Cruz de la Real y Militar Orden de San Fernando en el sitio de Guetaria, en el cual se le encargó de abrir brecha por medio de la dinamita. A propósito de ello, el general Antonio de Brea dijo lo siguiente:

Nadie más a propósito para el caso que el antiguo Teniente de Navío D. Fernando Carnevali, que pertenecía al Tren de Sitio, que había hecho estudios y ensayos sobre aquella nueva arma de guerra, y que estaba dotado de una sangre fría y un valor a toda prueba.

Nombrado más tarde ayudante de campo del príncipe y general Conde de Caserta, el teniente coronel Carnevali, se distinguió en el cañoneo de Hernani y en los combates de Baigorri, Artazu, Mañeru, Oteiza e Irurita, ascendiendo a coronel el 31 de enero de 1876, y emigrando con él a Francia.
Después de la guerra mandó un vapor del Conde de Caserta; solicitó y obtuvo permiso de Don Carlos para volver al servicio naval militar en 1885, cuando se creyó que los sucesos de las Islas Carolinas podían llevar a España a una guerra con Alemania, y después de bastantes años de emigración regresó finalmente a España.
Por haberse pasado al campo carlista cuando era teniente de navío en activo, lo dieron de baja en el Ejército español, y al no presentarse después de la campaña ni reclamar el retiro, no cobró ningún sueldo ni pensión de sus enemigos políticos. En Sevilla formó parte de la Junta provincial carlista.
Falleció mientras se hallaba en la mina Menas de Bacares en la provincia de Almería.
Estuvo casado con Pilar de Imaz y de Gorostiaga. Un hijo suyo, Jaime Carnevali Imaz, fue presidente de la Juventud Tradicionalista de Sevilla y murió en un accidente de carretera combatiendo en el Requeté durante la guerra civil española. Sus restos mortales fueron trasladados del cementerio de Sevilla al Valle de los Caídos.